# Лобанов, Андрей Андреевич
Андрей Андреевич Лобанов (16 декабря 1943, Ленинград — 1 августа 1998, Санкт-Петербург) — ленинградский и санкт-петербургский  искусствовед, коллекционер русских самоваров.
Автор книги «Записки коллекционера» (2001, 2004 гг. издания) — заметки о собирателях, крупнейших частных коллекциях Ленинграда и Санкт-Петербурга, любопытные истории и случаи из жизни коллекционеров.

## Коллекция самоваров Лобанова
Коллекция самоваров собрана тремя поколениями петербургской семьи Лобановых.
Уникальность коллекции заключается не только в том, что в ней собраны самовары — подлинные произведения искусства периода ХVШ — нач. XX века, показывающие всех известных мастеров и географию самоварного дела в России, но и в том, что коллекция, кроме 200 самоваров, включает в себя более 200 сопутствующих предметов (мебель, фарфор, гравюры и т. д.), составляющих готовую музейную экспозицию, представляющей историческое развитие самовара как символа русской бытовой культуры.
Большую ценность представляют самовары, принадлежавшие крупным деятелям отечественной культуры и истории (Денис Давыдов, Александр Блок, Вера Комиссаржевская и др.), самовар, который наследник престола Николай Александрович должен был подарить японскому императору.
Коллекция Лобанова неоднократно выставлялась отдельной экспозицией в России и за рубежом.

### Выставки Коллекции
- Москва — 1980 — Первая отдельная экспозиция состоялась в рамках культурной программы Олимпиады — 80
- Париж — 1984
- Прага — 1986
- Новгород — 1988
- Ленинград — 1989
- Будё, Норвегия — 1990
- Санкт-Петербург — Смольный собор — 1990
- Санкт-Петербург — Государственный Эрмитаж — 1992 — единственная в своем роде персональная выставка отечественного коллекционера в Государственном Эрмитаже
- Санкт-Петербург — Смольный собор — 1996
- Санкт-Петербург — Елагиноостровский дворец-музей — 2001—2006
- Санкт-Петербург — музей-усадьба Г. Р. Державина — 2010—2012
- Москва — музей-заповедник Царицыно — 2012
- Москва — усадьба «Архангельское» — 2015

## Издания
1. Буклет «Русские самовары XVIII—XX вв. из собрания А. А. Лобанова», 1989.
2. Альбом «Русские самовары», Г. Фрайкопф, 1996.
3. Книга «Записки коллекционера», А. А. Лобанов, 2004.